# Дона-Шлодин, Николаус цу
Граф Николаус цу Дона-Шлодин (нем. Nikolaus Burggraf und Graf zu Dohna-Schlodien, 5 апреля 1879 — 21 августа 1956) — германский морской офицер и мемуарист из дворянского рода Дона. Известен как командир вспомогательного крейсера «Möwe», успешно действовавшего во время Первой мировой войны.

## Биография
Николаус цу Дона-Шлодин родился 5 апреля 1879 года в силезском городе Мальмиц (ныне Маловице, Польша) в семье Альфреда и Маргарет цу Дона-Шлодин.
В 1896 году поступил на службу в германский военно-морской флот. В 1899 году получил звание лейтенанта (нем. Leutnant zur See), в 1902 году — старшего лейтенанта (нем. Oberleutnant zur See). В 1901—1902 годах служил на канонерской лодке «Tiger», действовавшей в Восточной Азии. В 1910—1912 годах командовал канонерской лодкой «Tsingtau». В 1913 году назначен штурманом на линкор «Posen» и произведён в чин корветтен-капитана (нем. Korvettenkapitän).

## Первая мировая война

### Командир вспомогательного крейсера «Möwe»
21 сентября 1915 года Дона-Шлодин получил приказ найти подходящее судно и переоборудовать его во вспомогательный крейсер, способный также действовать в качестве минного заградителя.
Выбор пал на транспорт-банановоз «Pungo» (4788 брт), получивший новое имя — SMS Möwe (нем. Möwe — чайка). Судно вооружили четырьмя 150-мм и одним 105-мм орудиями, двумя 500-мм торпедными аппаратами. Кроме того, на борт были погружены 500 морских мин.
Первоначальной задачей корабля была постановка минных заграждений, и только после её выполнения капитан мог заняться рейдерскими операциями.
«Мёве», замаскированный под шведский пароход, покинул Киль 15 декабря 1915 года.
4 марта 1916 года крейсер вернулся в порт, имея на счету 13 паровых и 1 парусное судно, а также устаревший британский линкор «King Edward VII», погибший на минах, выставленных рейдером у северного побережья Шотландии. Два судна были захвачены в качестве призов и отправлены в Германию. Общий тоннаж потопленных судов составил 159400 тонн.
22 ноября 1916 года крейсер вышел во второй поход, окончившийся 22 марта 1917 года. Результатом похода стали 27 потопленных судов общей вместимостью 127707 тонн.
Благодаря усилиям германской военной пропаганды, корабль и его команда получили известность и популярность среди населения страны.
Командир корабля был награждён Железными крестами 1 и 2 классов, высшим прусским военным орденом «Pour le Mérite» с дубовыми листьями и медалями, а также наградами государств, входивших в состав Германской империи: 
- Баварским военным орденом Максимилиана Иосифа.
- Саксонским военным орденом Святого Генриха.
- Вюртембергским орденом «За военные заслуги».
- Баденским орденом Карла-Фридриха за военные заслуги.
- Щльденбургским крестом Фридриха Августа 1 класса.
- Саксен-Веймар-Эйзенахским рыцарским крестом 1 класса орден ордена Белого Сокола.

Кроме того, граф Николаус цу Дона-Шлодин был назначен на почётную должность морского адъютанта кайзера Вильгельма II.

## Послевоенная судьба
После войны командовал отрядом фрайкора «Möwe», участвуя в этом качестве в подавлении Силезского восстания.

В 1919 году вышел в отставку и занялся торговлей в Гамбурге, в 1930-х переехал в Байербах, где и умер в 1956 году в возрасте 77 лет.

## Публикации
- S. M. S. Möwe. Perthes, Gotha 1916
- Der Möwe zweite Fahrt. Perthes, Gotha 1917
- Der Möwe Fahrten und Abenteuer. Erzählt von ihrem Kommandanten. Perthes, Stuttgart 1927